# Первая битва у холмов Гуарарапис
Первая битва у холмов Гуарарапис — сражение между голландцами и португальцами в Пернамбуку за контроль над побережьем Бразилии, состоявшееся в 1648 году в рамках голландско-португальской войны.

## Предыстория
18 апреля 1648 года 4 500 голландских солдат с пятью артиллерийскими орудиями выдвинулись на юг из Ресифи. На своем пути на юг они ликвидировали небольшой оборонительный форпост португальцев в селе Баррета. Немногие уцелевшие перегруппировались в деревне Арайал Нову ду-Бом-Жезус, штабе восстания Пернамбуку. Командиры сопротивления призвали 2 000 ополченцев выдвинуться в сторону холмов Гуарарапис против более многочисленного и лучше вооружённого врага.

## Силы сторон

### Голландцы
Ван Схоппе, голландский командир, имевший богатый опыт боевых действий в Бразилии, рассчитывал продолжить движение на юг к селу Мурибека — ключевому пункту на пути к городу Кабу-ди-Санту-Агостинью. Его план состоял в блокировании войск сопротивления за счёт перерезания им путей снабжения и последующем их разгроме.

### Португальцы
Баррету де Менезес, португальский командир, недавно прибывший в регион, решил последовать советам своих подчинённых и пойти в лобовую атаку на врага. Это был смелый шаг, учитывая, что половину португальских войск составляли ополченцы, а артиллерии не было вообще. Зато благодаря разведчикам португальцы были детально осведомлены о маршруте голландцев, их снабжении и моральном духе.

## Битва
В начале боя ван Схоппе, возможно, не представлял, что ему придется иметь дело с более многочисленным противником, чем в Баррете. Кроме того, возможность выбрать выгодное место для боя с превосходящими силами серьёзно помогла португальцам. Местность была влажной, в основном болотистой, что не позволяло выстраивать классическую для европейских армий линию. Зажатая в узкой колонне голландская армия утратила преимущество в численности.
Португальские силы были разделены на пять отрядов под командованием Баррету де Менезеса, Фернандеса Виейры, Антонио Филипе Камарао, Энрике Диаса и Андре Видаль де Негрейруша (резервный отряд). Баррету де Менезес сосредоточил свои силы на пространстве между восточным холмом и болотом. В центре отряд Виейры должен был углубиться в ряды противника так глубоко, насколько это было возможно. На правом фланге Филипе Камаран должен был использовать многолетний опыт туземцев в боях в заболоченной местности. Энрике Диас во главе отряда чернокожих был призван препятствовать контратакам голландцев.
Ван Схоппе оказался сильно ограничен в пространстве для манёвров. Три из его батальонов оказались лицом к лицу против бойцов Виейры и Камарао, в то время как два других пытались ударить во фланг наступающим, но уперлись в сопротивление отряда Диаса. Ещё два голландских батальона вообще не смогли расположиться на поле боя и фактически бездействовали.
Замкнутое пространство также не позволяло применять огнестрельное оружие, поэтому сражение перешло в рукопашную. В этих условиях голландцы довольно скоро дрогнули и побежали, преследуемые португальцами. Разгром голландской армии был полным.